# Максіян Михайло Іванович
Михайло Іванович Максіян (1979—2023) — штаб-старшина Збройних сил України, учасник російсько-української війни, що відзначився у ході російського вторгнення в Україну. Герой України (2024, посмертно).

## Життєпис
Народився 7 березня 1979 в Молдові. В дитинстві з родиною переїхав до Криму, де провів шкільні роки.
Під час строкової служба у Збройних силах України потрапив до м. Василькова Київської області, де залишився служити та здобувати вищу освіту. 
Брав участь в АТО на сході України.
З 2018 року із родиною проживав у Фастові, виховував сина та названу доньку. Працював у Київському міському Палаці ветеранів.
23 лютого 2022 року, за день до російського широкомасштабного вторгнення до України, був мобілізований. Служив у складі Сил спеціальних операцій ЗСУ. Закінчив історичний факультет Київського національного університету ім. Т. Шевченка, перебуваючи в короткій відпустці, приїжджав забрати диплом.
Загинув у бою 23 січня 2023 року. 
Похований 2 лютого 2023 року у місті Фастові.
Залишились дружина та двоє дітей: син та донька.

## Нагороди
- Звання Герой України з удостоєнням ордена «Золота Зірка» (24 лютого 2024, посмертно) — за особисту мужність і героїзм, виявлені у захисті державного суверенітету та територіальної цілісності України, самовіддане служіння Українському народові[3].
- Орден «За мужність» ІІІ ступеня. УКАЗ ПРЕЗИДЕНТА УКРАЇНИ №472/2022 від 6 липня 2022 року